# Operacija (medicina)
Operácija je v medicini zdravniški poseg z namenom odstraniti oboleli ali poškodovani del telesa ali tujek ali vzpostaviti normalno delovanje dela telesa. Operacije so lahko nujne ali načrtovane. Nujni kirurški posegi so lahko urgentni (treba jih je izvesti takoj) ali pa odloženi. Načrtovani posegi so na primer tisti kirurški posegi, s katerimi popravi funkcijo ali izgled določenega dela telesa (na primer pri prirojeni anomaliji, poškodbah, tumorjih).
Zdravniki, ki operirajo, se imenujejo kirurgi ali kirurginje. Veliko kirurgov je specializiranih za določeno področje.
Obstajajo zelo preproste operacije kot odstranitev zoba in zelo zahtevne kot odstranitev malignega tumorja.
Operacijske sobe, inštrumenti in kirurgi morajo biti čisti, da se izognemo  kirurškim okužbam. Vsi v operacijski tako nosijo posebna oblačila, čepice, čevlje, rokavice in maske. V operacijski smejo biti le zdravniki, sestre in pacienti, v primeru, da je pacient mlajši otrok in je pod lokalno anestezijo, pa tudi eden od njegovih staršev.